# EPrix van Monte Carlo 2022
De ePrix van Monte Carlo 2022 werd gehouden op 30 april 2022 op het Circuit de Monaco. Dit was de zesde race van het achtste Formule E-seizoen.
De race werd gewonnen door Mercedes-coureur Stoffel Vandoorne, nadat raceleider Pascal Wehrlein (Porsche) stilviel vanwege remproblemen. Mitch Evans, die vanaf pole position startte, werd voor Jaguar tweede, terwijl Techeetah-coureur Jean-Éric Vergne als derde eindigde.

## Kwalificatie

### Groepsfase
De top vier uit iedere groep kwalificeerde zich voor de knockoutfase.
Groep A
| Pos | No | Coureur             | Team             | Tijd     |
| --- | -- | ------------------- | ---------------- | -------- |
| 1   | 5  | Stoffel Vandoorne   | Mercedes         | 1:31.326 |
| 2   | 94 | Pascal Wehrlein     | Porsche          | 1:31.411 |
| 3   | 25 | Jean-Éric Vergne    | Techeetah-DS     | 1:31.533 |
| 4   | 11 | Lucas di Grassi     | Venturi-Mercedes | 1:31.681 |
| 5   | 10 | Sam Bird            | Jaguar           | 1:31.694 |
| 6   | 22 | Maximilian Günther  | e.dams-Nissan    | 1:31.899 |
| 7   | 33 | Dan Ticktum         | NIO              | 1:31.931 |
| 8   | 48 | Edoardo Mortara     | Venturi-Mercedes | 1:31.975 |
| 9   | 37 | Nick Cassidy        | Envision-Audi    | 1:32.009 |
| 10  | 7  | Sérgio Sette Câmara | Dragon-Penske    | 1:32.137 |
| 11  | 23 | Sébastien Buemi     | e.dams-Nissan    | 1:32.185 |

Groep B
| Pos | No | Coureur                | Team          | Tijd     |
| --- | -- | ---------------------- | ------------- | -------- |
| 1   | 9  | Mitch Evans            | Jaguar        | 1:31.245 |
| 2   | 17 | Nyck de Vries          | Mercedes      | 1:31.271 |
| 3   | 36 | André Lotterer         | Porsche       | 1:31.313 |
| 4   | 4  | Robin Frijns           | Envision-Audi | 1:31.405 |
| 5   | 30 | Oliver Rowland         | Mahindra      | 1:31.499 |
| 6   | 13 | António Félix da Costa | Techeetah-DS  | 1:31.510 |
| 7   | 28 | Oliver Askew           | Andretti-BMW  | 1:31.614 |
| 8   | 27 | Jake Dennis            | Andretti-BMW  | 1:31.830 |
| 9   | 29 | Alexander Sims         | Mahindra      | 1:31.933 |
| 10  | 99 | Antonio Giovinazzi     | Dragon-Penske | 1:32.091 |
| 11  | 3  | Oliver Turvey          | NIO           | 1:32.497 |

### Knockoutfase
De combinatie letter/cijfer staat voor de groep waarin de betreffende coureur uitkwam en de positie die hij in deze groep behaalde.
|  | Kwartfinale       | Kwartfinale     |                   |          | Halve finale | Halve finale |  |  | Finale | Finale |
|  |                   |                 |                   |          |              |              |  |  |        |        |
|  |                   |                 |                   |          |              |              |  |  |        |        |
|  | B4-A1             |                 |                   |          |              |              |  |  |        |        |
|  |                   |                 |                   |          |              |              |  |  |        |        |
|  | Robin Frijns      | 1:30.451        |                   |          |              |              |  |  |        |        |
|  | Robin Frijns      | 1:30.451        | K1-K2             |          |              |              |  |  |        |        |
|  | Stoffel Vandoorne | 1:30.293        |                   |          |              |              |  |  |        |        |
|  | Stoffel Vandoorne | 1:30.293        | Stoffel Vandoorne | 1:30.243 |              |              |  |  |        |        |
|  | B3-A2             |                 | Stoffel Vandoorne | 1:30.243 |              |              |  |  |        |        |
|  |                   | Pascal Wehrlein | 1:30.065          |          |              |              |  |  |        |        |
|  | André Lotterer    | Pascal Wehrlein | 1:30.065          | 1:30.366 |              |              |  |  |        |        |
|  | André Lotterer    |                 | H1-H2             | 1:30.366 |              |              |  |  |        |        |
|  | Pascal Wehrlein   | 1:30.098        |                   |          |              |              |  |  |        |        |
|  | Pascal Wehrlein   | 1:30.098        | Pascal Wehrlein   | 1:30.096 |              |              |  |  |        |        |
|  | A3-B2             |                 | Pascal Wehrlein   | 1:30.096 |              |              |  |  |        |        |
|  |                   | Mitch Evans     | 1:29.839          |          |              |              |  |  |        |        |
|  | Jean-Éric Vergne  | Mitch Evans     | 1:29.839          | 1:30.421 |              |              |  |  |        |        |
|  | Jean-Éric Vergne  | K3-K4           |                   | 1:30.421 |              |              |  |  |        |        |
|  | Nyck de Vries     | 1:30.938        |                   |          |              |              |  |  |        |        |
|  | Nyck de Vries     | 1:30.938        | Jean-Éric Vergne  | 1:30.118 |              |              |  |  |        |        |
|  | A4-B1             |                 | Jean-Éric Vergne  | 1:30.118 |              |              |  |  |        |        |
|  |                   | Mitch Evans     | 1:30.001          |          |              |              |  |  |        |        |
|  | Lucas di Grassi   | Mitch Evans     | 1:30.001          | 1:30.388 |              |              |  |  |        |        |
|  | Lucas di Grassi   |                 |                   | 1:30.388 |              |              |  |  |        |        |
|  | Mitch Evans       | 1:30.053        |                   |          |              |              |  |  |        |        |
|  | Mitch Evans       | 1:30.053        |                   |          |              |              |  |  |        |        |

### Startopstelling
| Pos | No | Coureur                | Team             |
| --- | -- | ---------------------- | ---------------- |
| 1   | 9  | Mitch Evans            | Jaguar           |
| 2   | 94 | Pascal Wehrlein        | Porsche          |
| 3   | 25 | Jean-Éric Vergne       | Techeetah-DS     |
| 4   | 5  | Stoffel Vandoorne      | Mercedes         |
| 5   | 11 | Lucas di Grassi        | Venturi-Mercedes |
| 6   | 36 | André Lotterer         | Porsche          |
| 7   | 4  | Robin Frijns           | Envision-Audi    |
| 8   | 17 | Nyck de Vries          | Mercedes         |
| 9   | 30 | Oliver Rowland         | Mahindra         |
| 10  | 13 | António Félix da Costa | Techeetah-DS     |
| 11  | 22 | Maximilian Günther     | e.dams-Nissan    |
| 12  | 28 | Oliver Askew           | Andretti-BMW     |
| 13  | 10 | Sam Bird               | Jaguar           |
| 14  | 33 | Dan Ticktum            | NIO              |
| 15  | 27 | Jake Dennis            | Andretti-BMW     |
| 16  | 48 | Edoardo Mortara        | Venturi-Mercedes |
| 17  | 29 | Alexander Sims         | Mahindra         |
| 18  | 37 | Nick Cassidy           | Envision-Audi    |
| 19  | 99 | Antonio Giovinazzi     | Dragon-Penske    |
| 20  | 7  | Sérgio Sette Câmara    | Dragon-Penske    |
| 21  | 3  | Oliver Turvey          | NIO              |
| 22  | 23 | Sébastien Buemi        | e.dams-Nissan    |

## Race
| Pos | No | Coureur                | Team             | Rondes | Tijd/Oorzaak uitval | Grid | Punten |
| --- | -- | ---------------------- | ---------------- | ------ | ------------------- | ---- | ------ |
| 1   | 5  | Stoffel Vandoorne      | Mercedes         | 30     | 51:12.473           | 4    | 25     |
| 2   | 9  | Mitch Evans            | Jaguar           | 30     | +1.285              | 1    | 21     |
| 3   | 25 | Jean-Éric Vergne       | Techeetah-DS     | 30     | +3.293              | 3    | 15     |
| 4   | 4  | Robin Frijns           | Envision-Audi    | 30     | +3.467              | 7    | 13     |
| 5   | 13 | António Félix da Costa | Techeetah-DS     | 30     | +3.952              | 10   | 10     |
| 6   | 11 | Lucas di Grassi        | Venturi-Mercedes | 30     | +8.133              | 5    | 8      |
| 7   | 37 | Nick Cassidy           | Envision-Audi    | 30     | +15.273             | 18   | 6      |
| 8   | 23 | Sébastien Buemi        | e.dams-Nissan    | 30     | +17.773             | 22   | 4      |
| 9   | 27 | Jake Dennis            | Andretti-BMW     | 30     | +17.820             | 15   | 2      |
| 10  | 17 | Nyck de Vries          | Mercedes         | 30     | +18.283             | 8    | 1      |
| 11  | 29 | Alexander Sims         | Mahindra         | 30     | +19.350             | 17   |        |
| 12  | 33 | Dan Ticktum            | NIO              | 30     | +19.756             | 14   |        |
| 13  | 7  | Sérgio Sette Câmara    | Dragon-Penske    | 30     | +22.894             | 20   |        |
| 14  | 99 | Antonio Giovinazzi     | Dragon-Penske    | 30     | +22.987             | 19   |        |
| 15  | 3  | Oliver Turvey          | NIO              | 30     | +23.198             | 21   |        |
| 16  | 28 | Oliver Askew           | Andretti-BMW     | 30     | +23.432             | 12   |        |
| 17  | 22 | Maximilian Günther     | e.dams-Nissan    | 30     | +39.668             | 11   |        |
| DNF | 48 | Edoardo Mortara        | Venturi-Mercedes | 23     | Uitgevallen         | 16   |        |
| DNF | 36 | André Lotterer         | Porsche          | 18     | Ongeluk             | 6    |        |
| DNF | 30 | Oliver Rowland         | Mahindra         | 18     | Ongeluk             | 9    |        |
| DNF | 94 | Pascal Wehrlein        | Porsche          | 15     | Remmen              | 2    |        |
| DNF | 10 | Sam Bird               | Jaguar           | 7      | Schade ongeluk      | 13   |        |

## Tussenstanden wereldkampioenschap

### Coureurs
| Positie | No. | Rijder                 | Team             | Punten |
| ------- | --- | ---------------------- | ---------------- | ------ |
| 01      | 5   | Stoffel Vandoorne      | Mercedes         | 81     |
| 02      | 25  | Jean-Éric Vergne       | Techeetah-DS     | 75     |
| 03      | 9   | Mitch Evans            | Jaguar           | 72     |
| 04      | 4   | Robin Frijns           | Envision-Audi    | 71     |
| 05      | 48  | Edoardo Mortara        | Venturi-Mercedes | 49     |
| 06      | 36  | André Lotterer         | Porsche          | 43     |
| 07      | 94  | Pascal Wehrlein        | Porsche          | 42     |
| 08      | 17  | Nyck de Vries          | Mercedes         | 39     |
| 09      | 11  | Lucas di Grassi        | Venturi-Mercedes | 37     |
| 10      | 13  | António Félix da Costa | Techeetah-DS     | 30     |

### Constructeurs
| Positie | Team             | Punten |
| ------- | ---------------- | ------ |
| 01      | Mercedes         | 120    |
| 02      | Techeetah-DS     | 105    |
| 03      | Jaguar           | 94     |
| 04      | Envision-Audi    | 87     |
| 05      | Venturi-Mercedes | 86     |
| 06      | Porsche          | 85     |
| 07      | Andretti-BMW     | 30     |
| 08      | e.dams-Nissan    | 12     |
| 09      | NIO              | 07     |
| 10      | Mahindra         | 04     |